# Ab DeMarco (hockey sur glace, 1916)
Pour les articles homonymes, voir Ab DeMarco.
Albert Georges DeMarco, dit Ab, (né le 10 mai 1916 à North Bay dans la province de l'Ontario au Canada ; mort le 25 mai 1989) est un joueur professionnel canadien de hockey sur glace qui évoluait au poste de centre. Il est le père de Ab DeMarco Jr qui a également été hockeyeur professionnel au cours des années 1960 et 1970.

## Carrière
Ab DeMarco a effectué une grande partie de sa carrière dans la Ligue américaine de hockey au sein des clubs-écoles des franchises de la Ligue nationale de hockey.

Sa meilleure saison fut sans doute la saison 1944-1945 où il inscrivit 20 buts et 34 aides pour un total de 54 points en 50 matchs dans la LNH. Il connut également une excellente saison dans la LAH lorsqu'il reçut les trophées Les-Cunningham et John-B.-Sollenberger à l'issue de la saison 1950-1951 de la LAH.

## Statistiques
| Saison     | Équipe                 | Ligue      |     | Saison régulière | Saison régulière | Saison régulière | Saison régulière | Saison régulière |    | Séries éliminatoires | Séries éliminatoires | Séries éliminatoires | Séries éliminatoires | Séries éliminatoires |
| Saison     | Équipe                 | Ligue      | PJ  | B                | A                | Pts              | Pun              | PJ               | B  | A                    | Pts                  | Pun                  |                      |                      |
| 1937-1938  | Orioles de Baltimore   | EHL        | 56  | 25               | 27               | 52               | 12               |                  |    |                      |                      |                      |                      |                      |
| 1938-1939  | Reds de Providence     | LAH        | 53  | 6                | 12               | 18               | 8                |                  |    |                      |                      |                      |                      |                      |
| 1938-1939  | Black Hawks de Chicago | LNH        | 2   | 1                | 0                | 1                | 0                | --               | -- | --                   | --                   | --                   |                      |                      |
| 1939-1940  | Reds de Providence     | LAH        | 20  | 5                | 9                | 14               | 16               |                  |    |                      |                      |                      |                      |                      |
| 1939-1940  | Black hawks de Chicago | LNH        | 18  | 0                | 5                | 5                | 17               | 2                | 0  | 0                    | 0                    | 0                    |                      |                      |
| 1940-1941  | Reds de Providence     | LAH        | 55  | 20               | 34               | 54               | 13               |                  |    |                      |                      |                      |                      |                      |
| 1941-1942  | Reds de Providence     | LAH        | 52  | 23               | 38               | 61               | 17               |                  |    |                      |                      |                      |                      |                      |
| 1942-1943  | Reds de Providence     | LAH        | 39  | 27               | 39               | 66               | 9                |                  |    |                      |                      |                      |                      |                      |
| 1942-1943  | Maple Leafs de Toronto | LNH        | 4   | 0                | 1                | 1                | 0                | --               | -- | --                   | --                   | --                   |                      |                      |
| 1942-1943  | Bruins de Boston       | LNH        | 3   | 4                | 1                | 5                | 0                | 9                | 3  | 0                    | 3                    | 2                    |                      |                      |
| 1943-1944  | Bruins de Boston       | LNH        | 3   | 0                | 0                | 0                | 0                | --               | -- | --                   | --                   | --                   |                      |                      |
| 1943-1944  | Rangers de New York    | LNH        | 36  | 14               | 19               | 33               | 2                | --               | -- | --                   | --                   | --                   |                      |                      |
| 1944-1945  | Rangers de New York    | LNH        | 50  | 24               | 30               | 54               | 10               | --               | -- | --                   | --                   | --                   |                      |                      |
| 1945-1946  | Rangers de New York    | LNH        | 50  | 20               | 27               | 47               | 20               | --               | -- | --                   | --                   | --                   |                      |                      |
| 1946-1947  | Rangers de New York    | LNH        | 44  | 9                | 10               | 19               | 4                | --               | -- | --                   | --                   | --                   |                      |                      |
| 1947-1948  | Barons de Cleveland    | LAH        | 60  | 20               | 61               | 81               | 37               | 9                | 1  | 8                    | 9                    | 10                   |                      |                      |
| 1948-1949  | Barons de Cleveland    | LAH        | 34  | 15               | 19               | 34               | 28               |                  |    |                      |                      |                      |                      |                      |
| 1948-1949  | Lions de Washington    | LAH        | 5   | 1                | 3                | 4                | 0                |                  |    |                      |                      |                      |                      |                      |
| 1948-1949  | Bisons de Buffalo      | LAH        | 25  | 7                | 15               | 22               | 12               |                  |    |                      |                      |                      |                      |                      |
| 1949-1950  | Bisons de Buffalo      | LAH        | 70  | 40               | 54               | 94               | 16               | 5                | 1  | 5                    | 6                    | 9                    |                      |                      |
| 1950-1951  | Bisons de Buffalo      | LAH        | 64  | 37               | 76               | 113              | 35               | 4                | 0  | 3                    | 3                    | 0                    |                      |                      |
| 1951-1952  | Bisons de Buffalo      | LAH        | 67  | 28               | 49               | 77               | 34               | 3                | 1  | 0                    | 1                    | 0                    |                      |                      |
| 1952-1953  | Trappers de North Bay  | NOHA       |     |                  |                  |                  |                  |                  |    |                      |                      |                      |                      |                      |
| 1958-1959  | Trappers de North Bay  | OHASr      | 4   | 1                | 1                | 2                | 0                |                  |    |                      |                      |                      |                      |                      |
| Totaux LNH | Totaux LNH             | Totaux LNH | 210 | 72               | 93               | 165              | 53               | 11               | 3  | 0                    | 3                    | 2                    |                      |                      |
| Totaux LAH | Totaux LAH             | Totaux LAH | 544 | 229              | 409              | 638              | 225              | 21               | 3  | 16                   | 19                   | 19                   |                      |                      |